# パトリック・マホームズ
パトリック・ラボン・マホームズ2世（Patrick Lavon Mahomes II , 1995年9月17日 - ）は、アメリカ合衆国テキサス州タイラー出身のプロアメリカンフットボール選手。NFLのカンザスシティ・チーフスに所属している。ポジションはクォーターバック。
NFLとカレッジの両方で年間5000ヤードパスを達成した史上唯一の選手である。実父は元メジャーリーガーで、NPB（セントラル・リーグ）の横浜ベイスターズにも所属したパット・マホームズ。大学時代はアメリカンフットボールと、父と同じく野球を、高校時代にはバスケットボールもプレーしていた。
2020年には当時の北米スポーツ史上最高額となる10年総額5億300万ドルで契約延長した。

## 経歴

### 幼少期から高校時代
1995年9月17日に元プロ野球選手のパット・マホームズとランディ・マホームズの子としてテキサス州タイラーで生まれた。両親は後に離婚している。
父パットが日本の横浜ベイスターズに在籍していた時期（1997年 - 1998年シーズン）は、パトリック自身も日本で暮らしていた。当時、パットの通訳やパトリックのベビーシッターを務めていた小島克典は、当時のパトリック（2歳）について、「当時住んでいた横浜市内の自宅で、バスケットボールや玩具のバット・ボールで遊んでいたが、2歳児とは思えないほどドリブルが上手かった。父パットも『将来はスポーツで一流選手になれる』と期待を掛け、パトリックを熱心に指導していた」と証言している。パットはパトリックに野球の道に進むことを望んだ。マホームズも将来、プロ野球選手になるか弁護士になることを望んだ。
テキサス州ホワイトハウスのホワイトハウス高校に入学し、高校ではアメリカンフットボールの他、野球とバスケットボール（ポイントガード）をプレイした。フットボールを始めたのは11年生のときだったが、その試合でQBとして活躍しフットボールの虜になった。12年生（日本では高校3年生に相当）時にパスで4619ヤード、50TD、ランで948ヤード、15TDを記録した。野球では主に遊撃手としてプレイしながら、投手としても同年に16奪三振によるノーヒット・ノーランを記録している。なおこの試合で投げあったのは後にボストン・レッドソックスから1巡目指名されるマイケル・コペックだった。マホームズは投手としてのトレーニング、バスケットボールの経験が、QBのスキルアップに繋がったと考えている。MaxPrepsによる2013-2014年度の年間ベスト男性アスリートに選出された。
Rivals.comにより3つ星（最高評価は5つ星）のパス能力と走力を兼ね備えたデュアルQBとして世代12位として評価され、高校卒業後はテキサス工科大学に進学した。
2014年のMLBドラフトの有望株ではあったが、大学進学の意思を表明していたため高順位での指名は期待されていなかった。デトロイト・タイガースに投手として37巡目（全体1120位）で指名されたが、契約はしなかった。

### 大学時代
1年目はデービス・ウェッブの控えだった。オクラホマ州立大学との試合でウェッブが故障で退いた後、カレッジでの初出場を果たした。その試合ではパス5回中2回成功、20ヤード、1TD、1INTを記録した。ウェッブが再び故障をした後、テキサス大学戦にて初めて先発起用され、パス21回中13回成功、109ヤードを記録した。その後のシーズン最後の3試合では先発として起用された。ベイラー大学戦ではビッグ12カンファレンスでの新人記録となる598ヤード、6TD、1INTを記録した。1年目はパスで1547ヤードを投げ、16TD、4INTだった。また、リリーフ投手として野球チームにも参加した。
2年目はシーズン当初より先発として起用された。初戦ではサム・ヒューストン州立大学に対して425ヤード、4TDで59-45で勝利した。続くテキサス大学エルパソ校戦ではパスで361ヤード、4TD、走っても2TDで69-20で勝利した。テキサスクリスチャン大学戦では392ヤード2TDを記録したが、55-52で敗れた。年間では4653ヤード、36TD、15INTを記録した。
野球では3試合に出場。2打数無安打、1三振、投手としては打者3人に対して、2四死球、1安打で、アウトを1つも取れずに3失点を喫した。
3年目のシーズンが始まる前、野球の活動をやめてフットボールに専念すること表明した。2016年10月22日にオクラホマ大学とのホームゲームで、66-59での敗北を喫したがこの試合でNCAA、Big12、同校の複数の記録を残している。獲得ヤード819はNCAA1部FBS記録で、パスによる734ヤードは史上タイ記録。88試投の最多記録には一つ足りなかった。両校での合計獲得ヤード1708ヤードはNCAA記録。合計125点はランク校の対戦よるものでは史上2位。このときのオクラホマ大学のQBはベイカー・メイフィールドだった。
この年は全米トップとなる1試合平均421ヤード、パストータル5052ヤード、攻撃合計5312ヤード、318得点、53TDを記録した。全米トップパッサーに与えられるサミー・ボートロフィーを獲得した。これは同校の出身者ではヘッドコーチの Kliff Kingsbury, Graham Harrell,B. J. Symonsに続くものだった。またCollege Sports Information Directors of Americaによって選出されたAcademic All-Americanの第2チームに選出された。
3年次終了後の2017年1月3日に、4年次はプレイせずNFLドラフトにアーリーエントリーすることを表明した。

#### NCAA記録
- 1試合パス獲得ヤード：734（1位）（オクラホマ大学、2016年10月22日）
- 1試合獲得ヤード：819（1位）（オクラホマ大学、2016年10月22日）

#### 大学での通算成績
| パトリック・マホームズ | パトリック・マホームズ | パトリック・マホームズ | パス      | パス      | パス      | パス        | パス | パス | パス  |
| 年度                   | チーム                 | 出場                   | 成功 回数 | 試投 回数 | 成功 確率 | 獲得 ヤード | TD   | Int  | QBR   |
| ---------------------- | ---------------------- | ---------------------- | --------- | --------- | --------- | ----------- | ---- | ---- | ----- |
| 2014                   | テキサス工科大学       | 7                      | 105       | 185       | 56.8      | 1547        | 16   | 4    | 151.2 |
| 2015                   | テキサス工科大学       | 13                     | 364       | 573       | 63.5      | 4653        | 36   | 15   | 147.2 |
| 2016                   | テキサス工科大学       | 12                     | 388       | 591       | 65.7      | 5052        | 41   | 10   | 157.0 |
| 通算：3年              | 通算：3年              | 32                     | 857       | 1349      | 63.5      | 11252       | 93   | 29   | 152.0 |

### カンザスシティ・チーフス
ドラフト前、大半のアナリストやスカウトは、マホームズが1巡または2巡で指名されると予想していた。NFLスカウティングコンバインで、コンバイン史上最速タイ（時速60マイル=時速97km、Logan Thomas と Bryan Bennettに並ぶ）のパスを投じた。
コンバインやワークアウトなどの結果、マホームズの評価は各メディアでQBとして2～4位までに上昇し、ドラフト前にもっとも評価が上昇した選手となった。テキサス工科大学でのプロディには28チームが訪れた。またプロディとは別に18チームとの個別ワークアウトと面談があった。これは同年で最多の数である。この中には、カーディナルスHCブルース・アリアンズ、セインツHCショーン・ペイトン、ベンガルズQBコーチ、ビル・レイザーが含まれる。またチャージャーズ、ブラウンズ、ベアーズ、スティーラーズのコーチもマホームズと面会している。
| 6 ft 2+1⁄8 in (188 cm)      | 225 lb (102 kg) | 33+1⁄4 in (84 cm) | 9+1⁄4 in (23 cm) | 4.80 s | 4.08 s | 6.88 s | 30 in (76 cm) | 9 ft 6 in (2.90 m) | 24 |
| All values from NFL Combine |                 |                   |                  |        |        |        |               |                    |    |

2017年ドラフトでカンザスシティ・チーフスから1巡指名（全体10位）を受けた。この指名順位を取得するためにチーフスは同年の1巡（全体27位）、3巡、2018年の1巡をビルズとトレードした。
チーフスが一巡目でQBを指名するのは1983年全体7位のトッド・ブラックリッジ以来である。この年のドラフトでQBではミッチェル・トゥルビスキーが全体2位で指名を受けており、マホームズの全体10位はQBとしては2番目だった。なお全体11位はニューオリンズ・セインツが持っていたが、マホームズがこの指名順まで残っていた場合、マホームズを指名する予定だったことが後に明らかにされている。

#### 2017年シーズン：ルーキーイヤー

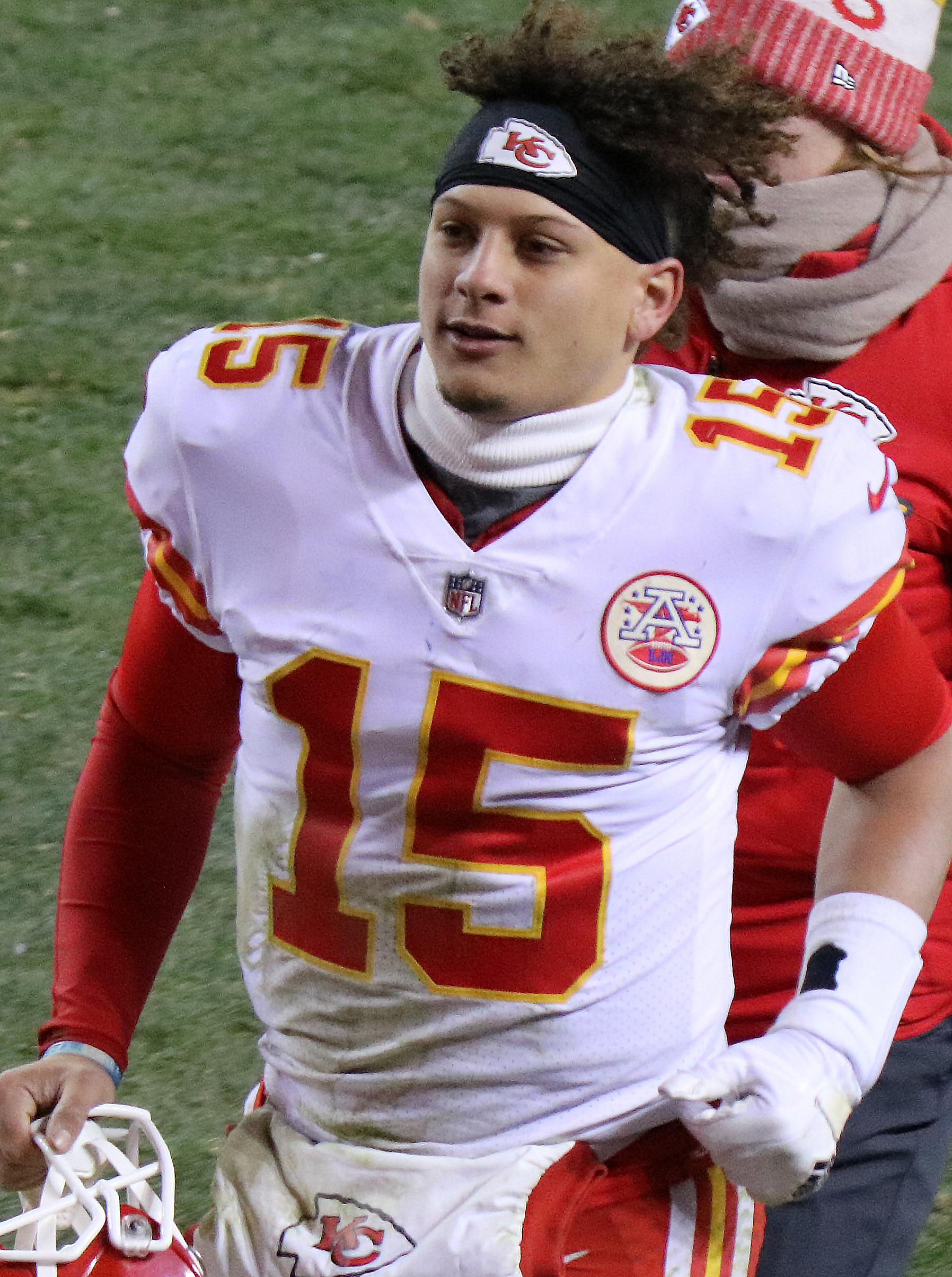
2017年のマホームズ

2017年7月20日、チーフスとの間で4年総額1642万ドル（総額保証/1080万ドルのサインボーナスを含む）の契約を結んだ。
プレシーズンでは全4試合に出場した。レギュラーシーズンではベテランQBアレックス・スミスの控えを務めた。チームがプレイオフ進出を確実とした後、シーズン最終週のデンバー・ブロンコス戦で休養したスミスに代わってプロ初出場を果たした。この試合ではパス35回中22回成功、284ヤード、1INTを投げ、チームを27-24で勝利へ導いた。

#### 2018年シーズン：記録的なMVP

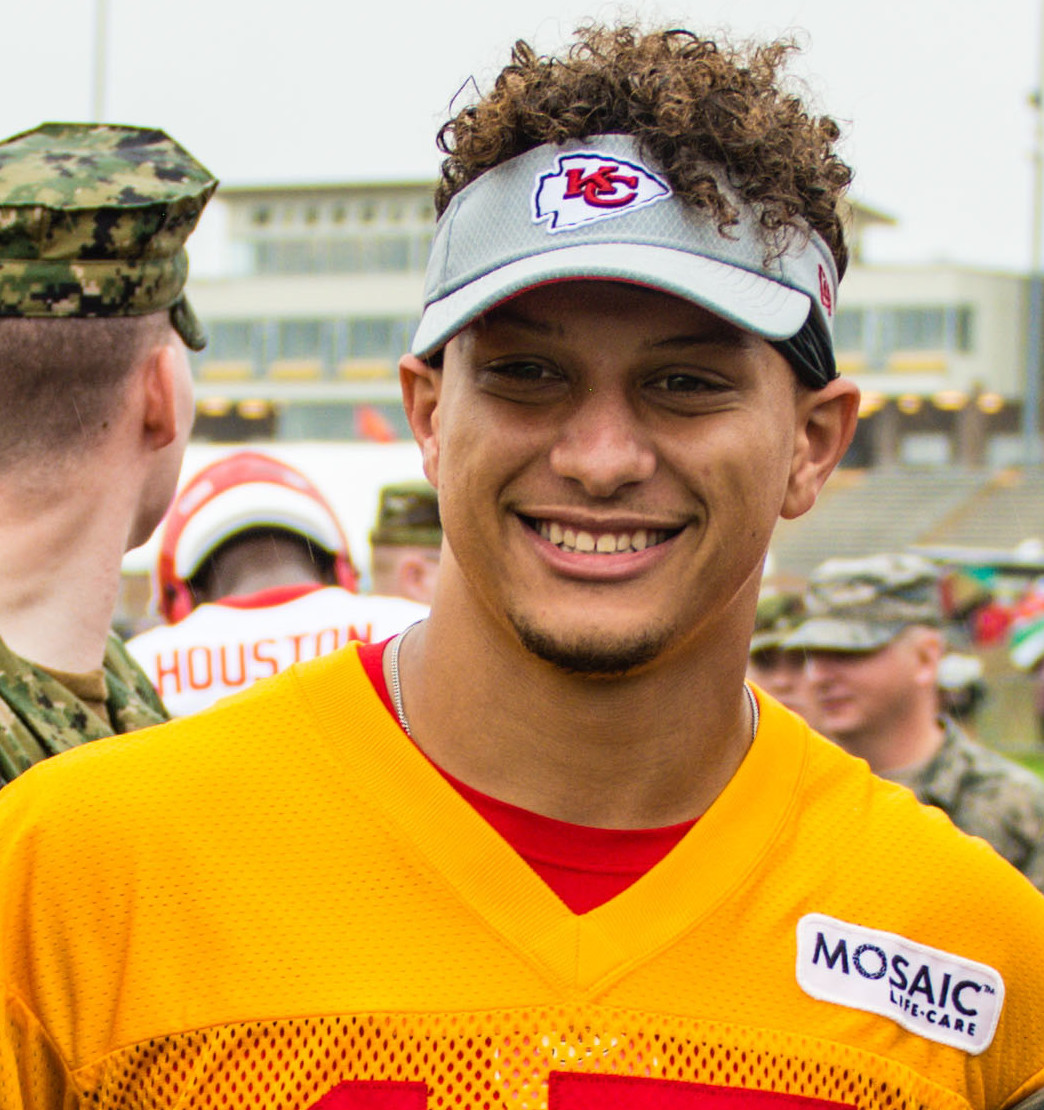
2018年のマホームズ

2018年1月30日、チーフスは、スミスをワシントン・レッドスキンズへトレードし、マホームズが先発QBへ昇格したことを発表した。
チームの先発QBとなった初戦の同地区 ロサンゼルス・チャージャーズ戦で38-28の勝利した。パスで256ヤード、4TD、0INT、レーティング127.5の活躍で、AFCの週間最優秀オフェンス選手に選ばれた。第1Qにタイリーク・ヒルに投じた58ヤードパスがキャリア初TDとなった。
続くシーズン2試合目のピッツバーグ・スティーラーズ戦では326ヤード、6TD、0INTで、デビュー3試合目での最多TDパス、シーズン2試合目での最多TDパスのNFL記録を更新した。この活躍で1週目に続き、AFCの週間最優秀オフェンス選手に選ばれた。初戦から2週連続でのQBの受賞は2011年のトム・ブレイディ以来である。9月のAFC月間最優秀オフェンス選手に選ばれた。
マンデーナイトで開催された4週目のデンバー・ブロンコス戦では304ヤード1TDに加え、ラッシングでも1TDを記録し27-23で逆転勝利した。6週目のニューイングランド・ペイトリオッツ戦では352ヤード、4TD、2INTで43-40で敗れた。続く試合では358ヤード4TD1INTでシンシナティ・ベンガルズに45-10で勝利。さらにブロンコス戦では3試合連続で4TDとなる、303ヤード、4TD、1INTで30-23で勝利した。
11週目のマンデーナイトで開催されたロサンゼルス・ラムズ戦では478ヤード、6TD、3INTで51-54で敗れた。この478ヤードは2018年シーズンのリーグ最多記録である。
17週目のオークランド・レイダース戦で2013年のペイトン・マニング以来史上2人目となるパスでの年間5000ヤード・50TDを達成した（デマーカス・ロビンソンへの89ヤードTDパスで達成）。個別の記録としても、5000ヤードは7人目、50TDパスもペイトン・マニング、トム・ブレイディに次いで3人目となる。
このシーズンでのパス記録はリーグ2位だった（1位はセインツのブリーズ）。リーグ最多のTD数はチーフスとしては1966年のレン・ドーソン以来の記録。チームは12勝4敗でシーズンを終え、3年連続の地区優勝となった。2019年1月12日、地区プレイオフでインディアナポリス・コルツを31-13を破る。これはチーフスとしては1993年以来のホームでのプレイオフでの勝利となった。プレイオフ初出場となったマホームズは278ヤードを投げ1INT、ラッシングで1TDを記録した。チームの1993年以来となるアメリカン・カンファレンス（AFC）決勝はホームアローヘッド・スタジアムでの開催となった。マホームズは295ヤード3TDを投げたが延長の末、37-31でペイトリオッツに敗れた。
オールプロのファーストチーム、2019 Best NFL Player ESPN Award、AFC年間最優秀攻撃選手に選ばれ、チーフスとしては初となるMVP最優秀選手に選ばれた。プロボウルにも選出され出場した。選手間で選出されるNFL Top 100 Players of 2019においては4位にランクされた（QBではブリーズに次ぐ2位)。

#### 2019年シーズン：スーパーボウル制覇
初戦のジャクソンビル・ジャガーズ戦では、第1QにWRヒルが退場し、自身も第2Qに足首を捻挫したにもかかわらず、378ヤード3TDを投げた。 2戦目のオークランド・レイダース戦では、第2Qだけで278ヤード、4TDを投じる活躍をみせた。これは2008年以降の1Qあたりの最多パス獲得ヤードである。試合を通じてはキャリア最多となる443ヤードを記録し、AFCの週間最優秀攻撃選手に選ばれた。9月はチームが負け無しの4勝、自身も10TD、インターセプト0の活躍で、前年に引き続き9月のAFC月間最優秀オフェンス選手に選ばれた。
ブロンコスとの対戦となった7週目のThursday Night Footballで、QBスニークを試みた際に膝を負傷し途中退場した。翌日、MRI検査によって膝の負傷は深刻なものではないことがわかったが、マホームズは8週目と9週目を欠場（この間チームは1勝1敗）し、10週目のタイタンズ戦より復帰した。この試合で446ヤードを投げ、3TDを記録したが、チームは32-35で敗れた。11週目のチャージャーズ戦では、キャリアハイとなる59ヤードを走ったが、パスではキャリア最低となる182ヤードに終わった。サンデーナイトフットボールの16週目のシカゴ・ベアーズ戦では、パスで251ヤード2TD、走っても12yds TDを獲得し26-3で勝利した。1つ目のTDパスを成功させた直後、マホームズは指で10を数えるセレブレーションを見せた。これはマホームズが2017年のドラフトの全体10位で他の9チームに自分を獲得できるチャンスあったこと、とくにベアーズは全体2位で同じポジションのミッチェル・トゥルビスキーではなく自分を指名できたことをほのめかしている。このシーズンは通算で4031ヤード、26TD、5INTの記録だった。チームは12勝4敗の成績で4年連続の地区優勝を飾り、カンファレンス第2シードとなった。
プレーオフ初戦となったディビジョナルラウンドのヒューストン・テキサンズ戦は24点を先制されたが、そののち41点連取を含む51得点を記録し、51-31での大逆転勝利となった。マホームズは321ヤード5TDを投げ、走っても53ヤードを記録し、チームを2年連続のカンファレンスチャンピオンシップに導いた。AFCチャンピオンシップではマホームズは3TDパスに加え、27ヤードのラッシングTDを記録した。この27ヤードランは、マホームズにとってプレイオフ最長、キャリアでも2番目の長駆となった。マホームズの活躍もあり、テネシー・タイタンズに勝利したチーフスは1970年の第4回以来のスーパーボウル進出を決めた。
迎えた第54回スーパーボウルでは、2回のインターセプトを喫し第4Q残り9分まで20-10とリードされる展開となったが、31-20でサンフランシスコ・フォーティナイナーズに逆転勝利し50年ぶりのスーパーボウル制覇となった。マホームズはパスで42回中26回成功286ヤード、2TD、ランでは1TDを含む29ヤード獲得の活躍をみせ、スーパーボウルMVPに選ばれた。24歳138日でのMVPは史上最年少。また、複数回のインターセプトを喫しながらMVPに輝いたのは、テリー・ブラッドショー（第14回）、トム・ブレイディ（第49回）以来、3人目である。プレイオフ3試合はいずれも10点以上のリードを逆転しての勝利だった。選手間で選出されるNFL Top 100 Players of 2020においては前年と同じく4位にランクされた（QBではラマー・ジャクソン、ラッセル・ウィルソンに次ぐ3位）。

#### 2020年シーズン：2度目のスーパボウル出場
4月30日、チーフスはマホームズとの契約に5年目オプションを行使した。7月6日、マホームズは2031年までとなる10年間、4.77億ドルに加え2600万ドルのボーナス、総計5.03億ドルの契約にサインした。 これはマイク・トラウトがロサンゼルスエンジェルスと交わした12年総額4.265億ドルの契約を上回り、北米スポーツ史上最高額の契約である。また契約総額が5億ドルを超えたのは史上初めてであった。

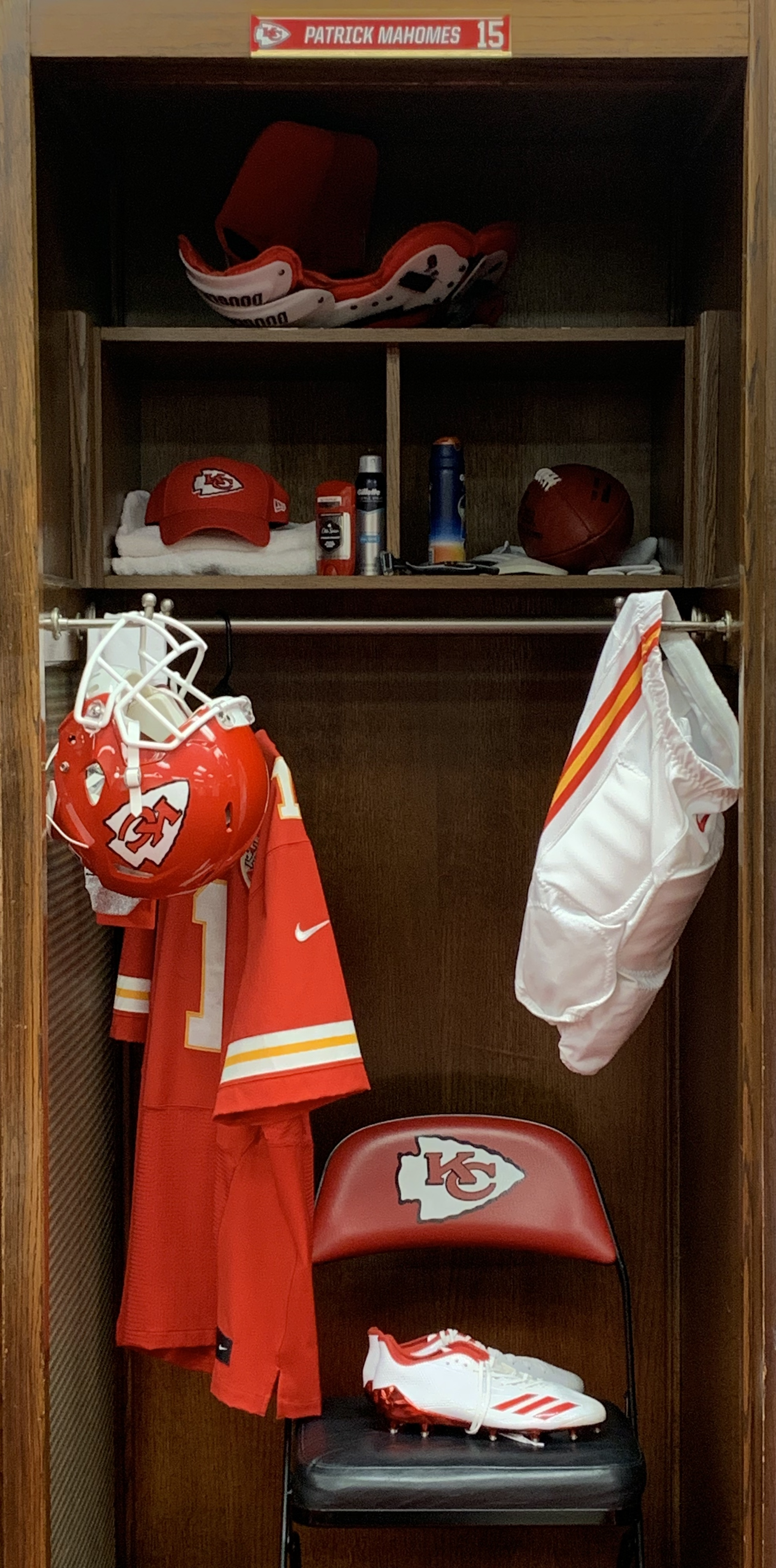
アローヘッド・スタジアムのロッカー

2週目、チーフスはチャージャーズに勝利したが、これはマホームズにとって4度目の4Qでの逆転勝利だった。4Q開始時は9-17のスコアだったが、マホームズはチームを延長の末23-20での勝利に導いた。3週目はレイブンズに勝利した。マホームズは出場34試合目での10000ヤード獲得を達成した。これはカート・ワーナーを上回りNFL最速記録である。この週のAFCの最優秀攻撃選手に選ばれた。8週目のジェッツ戦では、416ヤード、5TDを投げ35-9で勝利し、AFC の週間最優秀攻撃選手に選ばれた。9週目のパンサーズ戦では、通算100個目のTDパスを記録した。通算40試合目での達成は史上最速で、これまでの記録ダン・マリーノによる44試合を上回った。12週目のタンパベイ・バッカニアーズでは、462ヤード、3TDを投げ、27-24で勝利した。この試合での活躍も含め、11月のAFC最優秀攻撃選手に選ばれた。雑誌スポーツ・イラストレイテッドはマホームズをスポーツピープル・オブ・ザ・イヤーの1人に選出した。これはマホームズのフィールド外での活動を評価したものである。14週目のマイアミ・ドルフィンズ戦では、自信のキャリアタイとなる3インターセプトを喫してしまった。16週でプレイオフでの第1シードが確定したため、17週目は欠場した。この年のレギュラーシーズンは、パスで4740ヤード、38TD、6INTだった。
クリーブランド・ブラウンズとの対戦となったDivisional Roundで、マホームズは第3QにブラウンズのLBマック・ウィルソンのタックルを受けると試合を退き、直後に脳震盪と診断された。NFLのルールにより、この試合には再出場ができなくなった。チームはその後、ディフェンスと控えQBのベテラン、チャド・ヘンネの奮闘により、22-17で逃げ切った。これにより3年連続でカンファレンス決勝をホームで迎えることになった。これはNFLタイ記録で、もう一つの記録はアンディ・リード在職中のイーグルスのものである。
次週の後半、マホームズは「全部良くなった。すべての検査を完了した。3、4人の別々の医者が問題ないと言っている」と脳震盪プロトコルが完了したことを発表した。
バッファロー・ビルズとの対戦となったAFCチャンピオンシップで、マホームズは325ヤード、3TDを投げ、チームを38-24の勝利と2年連続でのスーパーボウル出場に導いた。しかし、ブレイディが加入したタンパベイ・バッカニアーズとの対戦となった第55回スーパーボウル ではタッチダウンすら取れず270ヤード2INTで、9-31で破れた。2桁点差で敗れるのはマホームズにとってNFLデビュー以来初めてで、マホームズがスターターになって以来、オフェンスがタッチダウンを一つも取れなかったのも初めてだった。
スーパーボウルの3日後、ブラウンズ戦で痛めたつま先の怪我の修復手術を受けた。選手間で選出されるNFL Top 100 Players of 2021で、全体1位に選出された。

#### 2021年シーズン

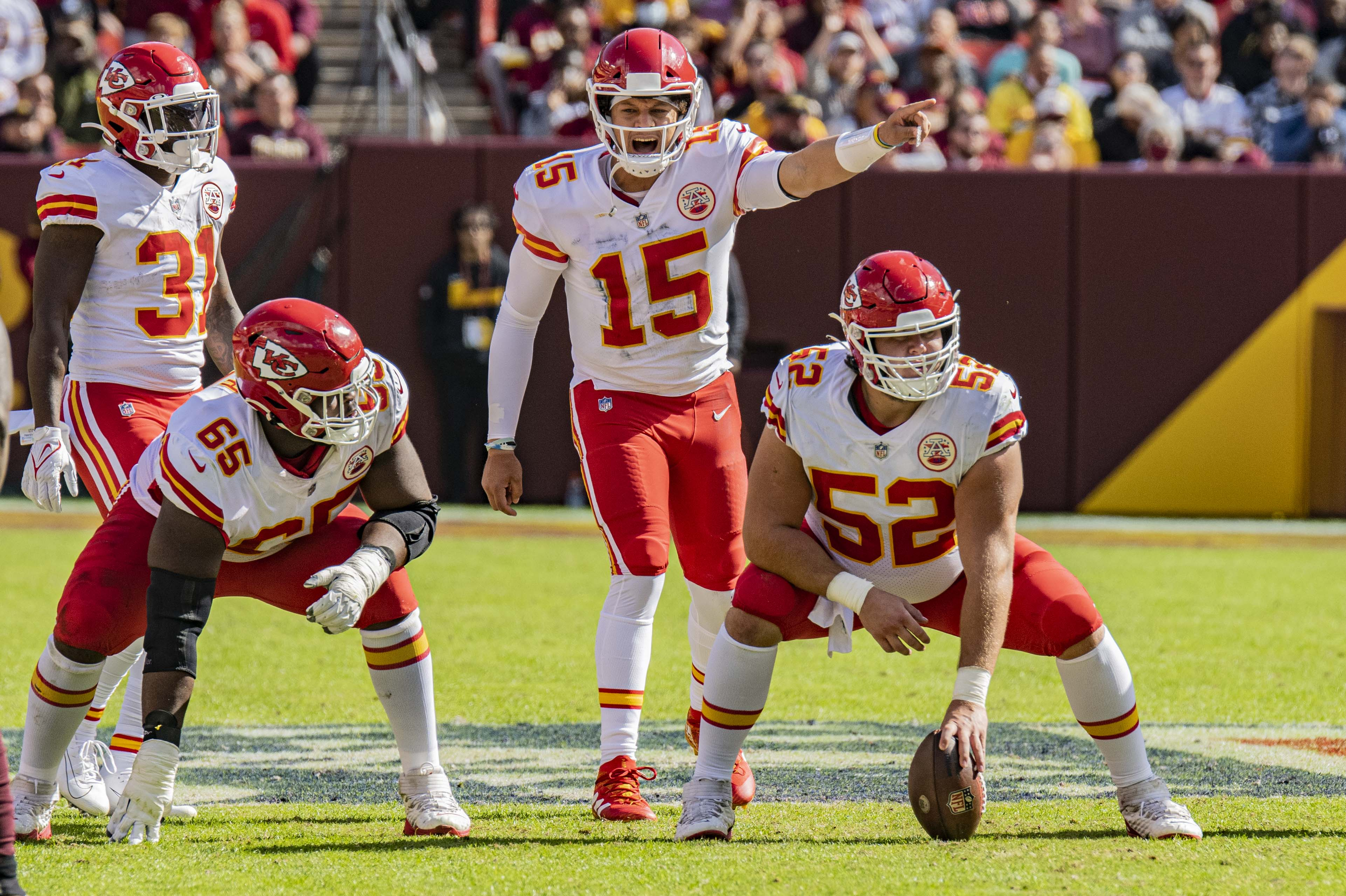
2021年のマホームズ

3月12日、マホームズは前年に結んだ契約の再構築を行った。これによりチーフスは1700万ドルのキャップスペースを確保した。
1週目のブラウンズ戦では、パスで3TD、ランで1TD合計337ヤードを稼ぎ、33-29で勝利した。AFCの週間最優秀攻撃選手に選ばれた。2週目のレイブンズ戦でマホームズはインターセプトを喫し、試合にも破れた。9月の試合でのインターセプトも敗北もキャリア初だった。
5週目はビルズ戦での計61ヤードのラッシングと54回のパス試投はそれぞれキャリア最高記録だったが、試合には20-38で敗れた。10点差以上をつけられての敗北は、2月のスーパーボウルに続いて2度目、レギュラーシーズンでは初めてのことだった。2週後の第7週では、タイタンズに3-27で破れた。3得点はマホームズが先発メンバーになってから最小の得点だった。6試合連続インターセプトは自己最長。後半には2度のファンブルを喫し、7試合目にして早くも自己のシーズン最多ターンオーバー数を記録した。
BYE明けとなった9週目のパッカーズ戦には勝利したが、キャリア最低のパス166ヤードに終わった。被インターセプトなしは第1週以来で、連続被インターセプト試合は6試合で終わった。その翌週のレイダース戦では、406ヤード、5タッチダウンを投げ、41-14で勝利した。400ヤード・5TD以上を記録したのは3度目で、NFL記録に並んだ。過去に記録しているのは、ジョー・モンタナ、ダン・マリーノ、ペイトン・マニングの殿堂入り選手3人である。
15週目のチャージャーズ戦では、410ヤード、3TDを投げ、キャリア7度目の一試合400ヤードパスとなった。そのうちのひとつは、延長でのサヨナラTDとなるトラビス・ケルシーへの34ヤードパスだった。
レギュラーシーズンではパス 4839ヤード、37タッチダウン、13インターセプト（キャリア最低）でQBレーティングは先発になってからは最低の98.5だった。チームは12勝5敗で、6年連続の地区優勝となった。マホームズが先発に定着して以降、4年連続での12勝以上と地区優勝を続けている。
プレイオフ初戦のワイルドカードでは、スティーラーズをホームに迎えたが、マホームズがワイルドカードゲームに出場するのは初めてのことだった。マホームズは404ヤード、5TD、1INTで、試合は42-21で勝利した。404ヤードは、プレイオフにおけるチームの最高記録だった。ディビジョナルラウンドではビルズと対戦した。マホームズは378ヤード、3TDに加えて、走っても69ヤード1TDを記録し、延長の末42-36で勝利した。第4Qの残り2minから、オーバタイム終了までマホームズは177ヤードのパスを投げた。
マホームズが先発になってから4年連続4度目となるAFCチャンピオンシップでは、ベンガルズを相手に275ヤードを投げ3TDを獲得した。一方でオーバータイムでの一つを含む2インターセプトを喫し、27-24で敗れた。
選手間で選出されるNFL Top 100 Players of 2022で、全体8位に選出された。QBではトム・ブレイディ、アーロン・ロジャースに次ぐ3位だった。

#### 2022年シーズン：2度目のスーパボウル制覇
カーディナルスとの開幕戦では、5TDパスを投げ44-21で勝利した。1試合5TD以上はこれが6度目で、この試合で記録したQBレーティング144.2はキャリア3番目の数字だった。この活躍でAFCの週間最優秀攻撃選手に選ばれた。4週目にはバッカニアーズ戦では249ヤード、3TDパスを投げ41-31で勝利し、シーズン2度目のAFC週間最優秀攻撃選手に選ばれた。7週目の49ers戦では423ヤード、3TDを記録し、自身7度目の400ヤードゲームとなった。8週目のタイタンズ戦ではチーム記録となる1試合68試投43回成功を記録した。この試合はマホームズにとって71回目の先発出場だったが、早くもデビューからの先発75試合におけるパスのNFL記録を上回る21596ヤードを達成した。翌週には72試合目の先発出場で、同じく先発75試合目におけるTDパスの記録を176に更新した。以前の記録はダン・マリーノの173。マホームズは11月のAFC月間最優秀攻撃選手に選ばれた。
15週目のテキサンズ戦では通算12個目のラッシングTDを記録した。これはチームでのQB記録である。5年連続してプロボウルに選出された。17週目のブロンコス戦で年間パス5000ヤードに到達した。5000ヤード超えは2年目の2018年に次いでキャリア2回目。レギュラーシーズンではパスとラッシングを合わせて5608ヤードを記録したが、これは2011年のブリーズを超えてNFL記録となった。また自身の持つチームのパス年間記録も5250ヤードに更新し初の年間リーディングパッサーとなった。なおどちらも以前の記録はレギュラーシーズンが16試合制のときのものである。このシーズンでは自身2度目となるシーズンMVPに選ばれた。
AFCの第1シードとなりプレイオフの1週目はByeとなった。ディビジョナルラウンドではジャガーズに勝利したが、試合前半でマホームズは足関節捻挫を負いサイドラインに下がった。後半からは試合に復帰したがマホームズ特有の動き回るプレイは制限され、ポケットのなかからパスを投げ込むスタイルに変更せざるをえなかった。この試合でのスタッツはパス195ヤード、2TDだった。ケルシーにヒットしたジャンプパスはポストシーズン30個目のTDパスで、27歳時点の記録としてはジョー・フラッコの19を大きく上回る。
5年連続での出場で2年連続でベンガルズとの対戦となったAFCチャンピオンシップでは236ヤード、2TDを投げた。同点の第4Q終了直前には捻挫している足で5ヤードのスクランブルを決め、さらにディフェンスの反則があり攻撃位置をFG圏内まで進めた。このFGが成功し27-24で勝利し、2年ぶり過去4シーズンで3度目のスーパーボウル出場となった。
NFL史上初の黒人QB対決となった第57回スーパーボウルでは、前半終了間際に足首の故障を悪化させた。10点差を負う展開での後半となったが、マホームズは試合に出場し続け3ドライブ連続でタッチダウンを取り、38-35で勝利し自身2度目のスーパーボウル制覇となった。マホームズはパス獲得ヤードこそ182ヤードの留まったもののパスで3TDを投げ、ランでも最長26ヤードを含む44ヤードを走り2度目のスーパーボウルMVPに選ばれた。シーズンMVP、パッシングリーダー、最多TDパス、そしてスーパーボウルMVPの4つを1シーズンで達成したNFL史上初の選手となった。選手間で選出されるNFL Top 100 Players of 2023では、2021年以来の全体1位に選出された。

#### 2023年シーズン：スーパーボウル2連覇
開幕戦ではライオンズに20-21で敗れた。2週目はロードゲームでジャガーズに17-9で勝利した。その翌日、マホームズとチームは契約内容の再構築を行ったことを発表した。2023年から2026年の4年間に210.6万ドルを得るもので、4年間の総額としてはNFL史上最高額となる。
4週目のジェッツ戦で通算200個目のTDパスを記録した。先発84試合目での達成はNFL史上最速だった。またこの試合では自ら51ヤードを走りチームのQBによる通算のラッシングヤードの記録を更新した。5週目にはバイキングスに勝利したが、これによりマホームズは所属チーム以外の31チームに勝利したもっとも若いQBとなった。12週目のレイダーズ戦では34回27回成功、298ヤード、2TD投げ、14点を逆転し31-17で勝利しした。この活躍でAFCの週間最優秀攻撃選手に選ばれた。
これらの記録を打ち立てつつもマホームズはいくつかの部門で先発定着以来最悪のシーズンスタッツを記録した。それにはパス試行回数あたりの獲得ヤード（7.0）1試合あたりのパス獲得ヤード（261.4）、被インターセプト（14）、パサーレイティング（92.6）を含む。レシーバー陣が苦戦し、最終週前にはパスのドロップ数でリーグトップになった。それにも関わらずマホームズはキャリア最高となる67.2%のパス成功率を記録した。
20-17で敗れたビルズ戦では審判を公で批判したことにより5万ドルの罰金を科された。これは試合終了間際の逆転TDが、カダリウス・トニーのオフサイド無効にされたプレーに対するものだった。これらの困難を抱えながらもチーフスは地区優勝を決め、マホームズは最終週の試合を欠場した。
AFC第3シードとしてプレイオフに進み、ワイルドカードラウンドではドルフィンズと、ディビジョナルラウンドではビルズと対戦した。ビルズ戦ではケルシーと共にQBとレシーバーの組み合わせでプレイオフ最多となるTD記録（16）を更新するなどして勝利し、AFCチャンピオンシップゲームへ出場を決めた。チャンピオンシップゲームへの6年連続出場は史上2番目の長さである。ロードでAFCトップシードのレイブンズとの対戦となったAFCチャンピオンシップゲームに勝利しマホームズはチームを過去5年で4度目となる第58回スーパーボウル出場に導いた。この試合でマホームズはプレイオフ14勝目となったが、これはテリー・ブラッドショー、エルウェイ、ペイトン・マニングに並び歴代3位タイの記録である。
第58回スーパーボウルは49ers との第54回以来の対戦となった。スーパーボウル史上2度目となった延長戦の末、最後はハードマンへのサヨナラTDパスを決めて25-22で49ersを破りスーパーボウル2連覇を達成した。スーパーボウル連覇は2004-2005年シーズンのペイトリオッツ以来19年ぶり。マホームズはパスで46試投33回成功、333ヤード、2TD、1INT、ランでも9回66ヤードの活躍で2年連続3度目のスーパーボウルMVPに選ばれた。3度のスーパーボウルMVPは3人目。選手間で選出されるNFL Top 100 Players of 2024では、全体4位に選出された。

#### 2024年シーズン：3年連続のスーパーボウル出場
2024年は史上初のスーパボウル3連覇をかけたシーズンを開始しとなった。開幕戦のレイブンズ戦ではレン・ドーソンが持っていたチームの歴代パス記録（28508ヤード）を更新し、試合には27-20で勝利した。 レギュラーシーズン先発100試合目となった3週目のファルコンズ戦に勝利し、通算の勝利数は77となった。これはブレイディ、ロジャー・ストーバックを抜いて先発100試合における最多勝である。8週目のレイダース戦では通算のパス獲得ヤードを30000とした。103試合目での到達はマシュー・スタッフォードの109試合を抜きNFL史上最短。チーム記録に並ぶ開幕からの9連勝を記録したが、11週目のビルズ戦は30-21で敗北した。14週目のチャージャーズ戦に19-17で勝利しチームにとって9年連続となるAFC西地区優勝を決めた。17週目のスティーラーズ戦に29−10で勝利しAFCプレイオフの第一シードを確定させた。シーズン15勝はチーフス史上年間最多の勝利数である。
プレイオフ出場が決まったため、ほかの主力選手とともにマホームズは第18週の試合を欠場した。マホームズはレギュラーシーズンをパス3928ヤード、26TD、11INT、ランで58回、307ヤード、2TDで終えた。獲得ヤードが4000ヤードを下回ったのも、プロボウルに選ばれなかったのも先発定着以来初めてだった。ディビジョナルゲームではテキサンズに23-14で勝利した。ビルズとの対戦になったAFC決勝ではランで2つ、パスで1つのTDを記録し32-29で勝利しスーパーボウルへの出場を決めた。スーパーボウル連勝中チームが次のスーパーボウルに出場するのは史上初。またこの勝利でQBのプレイオフ通算勝利数でブレイディに次いで2位となった。
第59回スーパーボウルはイーグルスとの第57回以来の対戦となった。マホームズは前半をパス33ヤード、2INT（うち1つはリターンタッチダウン）、レイティング10.7と大苦戦した。34-0から追いかける展開となったがはじめて敵陣に入れたのはようやく第3Q後半だった。ゲーム終盤にスタッツを稼いで最終的に257ヤード3TDとしたが、3度のターンオーバー、キャリア最多となる6サックを喫してチームは40-22で敗れ、史上初のスーパーボウル3連覇はならなかった。

## プレースタイル
野球の投手の経験を活かしたパス能力と走力の両方の脅威を兼ね備えたクォーターバックとして知られている。またポケットのなかでの正確な動き、強肩、走力、パス能力に秀でたQBでありながら高いアスレチック能力を持っていることからNFLでもっとも才能のある選手とも言われている。ノールックパスや背中からのトスなど革新的なパスを投じて成功させることでも知られている。
アメリカのウェブサイトファイブサーティエイトは、レシーバーのタイミングを量り、アスレチック能力を活かして相手ディフェンスを欺き、レシーバーをオープンにする独特で不思議な能力を指摘している。マホームズは野球での経験がフットボールでの投球能力を成長させたと確信している。ジャレンハーツとの初の黒人QB同士との対戦となった第57回スーパーボウルを前に、マホームズはその創造的なプレイスタイルがニグロリーグの野球選手たち、とくにサチェル・ペイジの影響をうけていることを認めている。
多くのディフェンスコーディネーターは、マホームズの即興性を彼の主要なスキルの一つとして挙げている。マホームズののブレイク以降、NFLのチームは、デザインされたプレーから抜け出して自ら展開できる能力を持つ選手を求めるようになった。QBとしては小柄だが、カイラー・マレーやブライス・ヤングはその点を評価されドラフト全体1位で指名された。

## 個人生活
父親のパット・マホームズは元MLBの投手。日本プロ野球の横浜ベイスターズにも在籍した。パトリック二世の名付け親は父パットとミネソタ・ツインズで同僚だったラトロイ・ホーキンス。パトリック自身は日本について「2歳か3歳ぐらいだったから（在住当時の）記憶はないが、大人になった今、改めて訪問してみたい」と語っている。

### ケチャップ
ケチャップが大好き。マカロニチーズやステーキにもかけて食べる。幼少期の誕生日プレゼントはケチャップの瓶だった。NFLのスタープレイヤーとなったのちはその嗜好を恥ずかしがっているようであるが、ケチャップ好きを取り上げたCMへの出演、言動も多い。

### 広告
MVPを獲得した2018年シーズンの後、マホームズは複数の広告へのオファーを受けた。１つ目はハンツのもので、マホームズのケチャップ好きを受けてのものである。なお、このハンツは日本でもよく売られているハインツとは別の企業。続いて、オークリー、アディダスなどと契約をした。2021年8月マホームズのシグネチャーモデルとなるスニーカー「Mahomes 1 Impact FLX 」がアディダスより発売された。
ゲームソフトMadden NFL20 のカバーに選ばれている。チーフスの選手としては初。「マッデンの呪い」が懸念されたが、途中負傷欠場があったもののこのシーズンスーパーボウルMVPを獲得する活躍を見せた。またMadden 22のカバーとして、トム・ブレイディと共に二度目の起用をされた。Maddenのカバーに複数回選ばれるのは、ブレイディと共に初めてのケースだった。
2022年にはクアーズのCMに出演した。NFLの規則では選手はアルコール製品の広告を禁止されているため、ビールではなくノンアルコール飲料のクアーズ・ライトを宣伝している。

### 交際関係・家族
2020年9月1日はスーパーボウルリングが授与された日であるが、同じ日マホームズはアローヘッドスタジアムのスイートルームで、高校時代からの交際相手ブリタニー・マシューズにプロポーズをした。ブリタニーは短い間だがプロサッカー選手を経験しており、その後はパーソナルトレーナーをしていた。ふたりは高校2年生のときから交際を続けて、2018年にカンザスシティに自宅を購入し一緒に暮らし、2022年3月12日にハワイで結婚した。ふたりには二人の娘と息子がいる。弟のジャクソン・マホームズはインフルエンサーとして知られている。また母親違いの弟としてグラハム・ウォーカーがいる。ウォーカーはライス大学でTEとしてプレイし、2025年のチーフスのルーキーミニキャンプに招聘された。

### Quaterback
Netflixによるスポーツドキュメンタリシリーズ、『クォーターバック: 不屈の求道者』にカーク・カズンズ、マーカス・マリオタとともに取り上げられている。3人の撮影は2022年のシーズン中、フィールドの内外で行われた。このシリーズはネットフリックにより2023年7月12日に公開された。マホームズが新たに設立した2PM Productions がこの制作に協力している。

### 信仰
マホームズはクリスチャンである。母によれば彼は中学生のときに信仰に目覚めた。中学生の頃は教会の少年団に参加していた。マホームズは「信仰は自分にとって大きなものだ。毎試合、フィールドを歩きゴールポストで祈る。試合に立たせてくれることを神に感謝し、そこで神を讃えることができることにも感謝する。最も大切にしていることは、勝っても負けても、成功しても失敗しても、どんなことが起きても神様を称え続けることなのです」と話している。

### チャリティ
2019年の春、マホームズはNPO団体"15 and the Mahomies Foundation"を設立した。財団の使命は子どもたちの生活の向上に特化している。財団は健康とウェルネスに取り組んでいる人や団体、資金を必要とするコミュニティやその他の慈善事業をサポートする。その代表的なプログラム"15 for 15"は15の若年層向けの人や団体をサポートする。初のイベントは2019年11月に行われた。"15 for 15"はそこで、15のカンザスシティの事業に1万5000ドルずつ合計22万5000ドルを寄付した。
ジョージ・フロイドの事件の後、マホームズはチームメイトのタイラン・マシューや他のNFLの選手とともに映像を作成した。その映像はNFLに対して、警察の黒人に対する野蛮さと暴力へ非難を表明することを期待するもので、またかつて49ers のコリン・キャパニックとエリック・リードが国歌斉唱を拒否したことを無視したことは間違いだったと認めることを求めている。
マホームズとタイラン・マシューはカンザスシティの大統領選挙の有権者登録計画を開始した。この計画はカンザスシティの住人に対して、2020年のアメリカ大統領選挙への投票登録を呼びかけるものである。また、チームとともにチーフスの選手が投票を行うようにも活動した。さらに、NBA選手レブロン・ジェームズによるプロジェクトにも参加した。

### フットボール以外のスポーツと趣味
チーフスとの契約の一部として、怪我のリスクを避けるためピックアップバスケットボールをプレイしないことに同意している。
マホームズは熱心なゲーマーで、主にコール オブ デューティシリーズをプレイしている。自身が2度カバーに選ばれた Madden NFL はプレイしていないことを認めている。
オフシーズンにはゴルフを楽しむ。2020年以降アメリカンセンチュリーチャンピオンシップに参加するなど、セレブトーナメントにも出場をしている。2022年には The Match をジョシュ・アレンと周り、トム・ブレイディとアーロン・ロジャースの組に敗れた。

### 投資
2020年7月28日、マホームズはMLB球団カンザスシティ・ロイヤルズのオーナーグループに少数株主として名を連ねた。更に2021年7月にはMLSのスポルティング・カンザスシティの共同オーナーに就任している。同年には、ミズーリ州とカンサス州で、ファストフードチェーン、 Whataburger のフランチャイズへの投資家となった。2024年、マホームズと「カレント」のオーナーグループは、WNBAの新しいチームをカンザスシティに誘致したいと表明した。

## 詳細情報

### 年度別成績

#### レギュラーシーズン
| 年度     | チーム   | 背 番 号 | 試合 | 試合 | 試合  | パス      | パス      | パス      | パス        | パス             | パス | パス | パス   | パス          | パス          | ラン      | ラン        | ラン             | ラン | ファンブル    | ファンブル |
| 年度     | チーム   | 背 番 号 | 出場 | 先発 | 勝敗  | 成功 回数 | 試投 回数 | 成功 確率 | 獲得 ヤード | 平均 獲得 ヤード | TD   | Int  | サック | サック ヤード | レイテ ィング | 試行 回数 | 獲得 ヤード | 平均 獲得 ヤード | TD   | ファン ブル数 | ロスト     |
| -------- | -------- | -------- | ---- | ---- | ----- | --------- | --------- | --------- | ----------- | ---------------- | ---- | ---- | ------ | ------------- | ------------- | --------- | ----------- | ---------------- | ---- | ------------- | ---------- |
| 2017     | KC       | 15       | 1    | 1    | 1-0   | 22        | 35        | 62.9      | 284         | 8.1              | 0    | 1    | 2      | 15            | 76.4          | 7         | 10          | 1.4              | 0    | 0             | 0          |
| 2018     | KC       | 15       | 16   | 16   | 12-4  | 383       | 580       | 66.0      | 5097        | 8.8              | 50   | 12   | 26     | 171           | 113.8         | 60        | 272         | 4.5              | 2    | 9             | 2          |
| 2019     | KC       | 15       | 14   | 14   | 11-3  | 319       | 484       | 65.9      | 4031        | 8.3              | 26   | 5    | 17     | 127           | 105.3         | 43        | 218         | 5.1              | 2    | 3             | 2          |
| 2020     | KC       | 15       | 15   | 15   | 14-1  | 390       | 588       | 66.3      | 4740        | 8.1              | 38   | 6    | 22     | 147           | 108.2         | 62        | 308         | 5.0              | 2    | 5             | 2          |
| 2021     | KC       | 15       | 17   | 17   | 12-5  | 436       | 658       | 66.3      | 4849        | 7.4              | 37   | 13   | 28     | 146           | 98.5          | 66        | 381         | 5.8              | 2    | 9             | 4          |
| 2022     | KC       | 15       | 17   | 17   | 14-3  | 435       | 648       | 67.1      | 5250        | 8.1              | 41   | 12   | 26     | 188           | 105.2         | 61        | 358         | 5.9              | 4    | 5             | 0          |
| 2023     | KC       | 15       | 16   | 16   | 10-6  | 401       | 597       | 67.2      | 4183        | 7.0              | 27   | 14   | 27     | 186           | 92.6          | 75        | 389         | 5.2              | 0    | 5             | 3          |
| 2024     | KC       | 15       | 16   | 16   | 15-1  | 392       | 581       | 67.5      | 3928        | 6.8              | 26   | 11   | 36     | 239           | 93.5          | 58        | 307         | 5.3              | 2    | 2             | 0          |
| NFL：7年 | NFL：7年 | NFL：7年 | 112  | 112  | 89-23 | 2778      | 4171      | 66.6      | 32352       | 7.8              | 245  | 74   | 184    | 1219          | 102.1         | 432       | 2243        | 5.3              | 14   | 38            | 13         |

- 2024年度シーズン終了時
- 太字は自身最高記録
- ■はシーズンMVP受賞年
- ■はリーグ最高記録

#### ポストシーズン
| 年度 | チーム | 試合 | 試合 | 試合 | パス      | パス      | パス      | パス        | パス             | パス | パス | パス   | パス          | パス          | ラン      | ラン        | ラン             | ラン | ファンブル    | ファンブル |
| 年度 | チーム | 出場 | 先発 | 勝敗 | 成功 回数 | 試投 回数 | 成功 確率 | 獲得 ヤード | 平均 獲得 ヤード | TD   | Int  | サック | サック ヤード | レイテ ィング | 試行 回数 | 獲得 ヤード | 平均 獲得 ヤード | TD   | ファン ブル数 | ロスト     |
| ---- | ------ | ---- | ---- | ---- | --------- | --------- | --------- | ----------- | ---------------- | ---- | ---- | ------ | ------------- | ------------- | --------- | ----------- | ---------------- | ---- | ------------- | ---------- |
| 2018 | KC     | 2    | 2    | 1-1  | 43        | 72        | 59.7      | 573         | 8.0              | 3    | 0    | 8      | 71            | 98.9          | 5         | 19          | 3.8              | 1    | 2             | 0          |
| 2019 | KC     | 3    | 3    | 3-0  | 72        | 112       | 64.2      | 901         | 8.3              | 10   | 2    | 6      | 20            | 111.5         | 24        | 135         | 5.6              | 2    | 4             | 0          |
| 2020 | KC     | 3    | 3    | 2-1  | 76        | 117       | 65.0      | 850         | 7.3              | 4    | 2    | 4      | 27            | 96.4          | 13        | 52          | 4.0              | 1    | 1             | 0          |
| 2021 | KC     | 3    | 3    | 2-1  | 89        | 122       | 73.0      | 1057        | 8.7              | 11   | 3    | 9      | 81            | 118.8         | 13        | 117         | 9.0              | 1    | 1             | 0          |
| 2022 | KC     | 3    | 3    | 3-0  | 72        | 100       | 72.0      | 703         | 7.0              | 7    | 0    | 3      | 11            | 114.7         | 12        | 60          | 5.0              | 0    | 1             | 1          |
| 2023 | KC     | 4    | 4    | 4-0  | 104       | 149       | 69.8      | 1051        | 7.1              | 6    | 1    | 5      | 19            | 100.3         | 23        | 141         | 6.1              | 0    | 2             | 0          |
| 2024 | KC     | 3    | 3    | 2-1  | 55        | 83        | 66.3      | 679         | 8.2              | 5    | 2    | 5      | 27            | 101.4         | 22        | 82          | 3.7              | 2    | 3             | 2          |
| 計   | 計     | 21   | 21   | 17-4 | 511       | 755       | 67.7      | 5814        | 7.7              | 46   | 10   | 39     | 256           | 105.4         | 112       | 606         | 5.4              | 7    | 14            | 3          |

- 2024年度プレイオフ終了時
- 太字はスーパーボウル出場
- ■はスーパーボウル制覇

#### スーパーボウル
| Season | SB     | Opp.   | Passing | Passing | Passing | Passing | Passing | Passing | Passing | Passing | Rushing | Rushing | Rushing | Rushing | Result       |
| Season | SB     | Opp.   | Cmp     | Att     | Pct     | Yds     | Y/A     | TD      | Int     | Rtg     | Att     | Yds     | Y/A     | TD      | Result       |
| ------ | ------ | ------ | ------- | ------- | ------- | ------- | ------- | ------- | ------- | ------- | ------- | ------- | ------- | ------- | ------------ |
| 2019   | LIV    | SF     | 26      | 42      | 61.9    | 286     | 6.8     | 2       | 2       | 78.1    | 9       | 29      | 3.2     | 1       | W 31–20      |
| 2020   | LV     | TB     | 26      | 49      | 53.1    | 270     | 5.5     | 0       | 2       | 52.3    | 5       | 33      | 6.6     | 0       | L 31–9       |
| 2022   | LVII   | PHI    | 21      | 27      | 77.8    | 182     | 6.7     | 3       | 0       | 131.8   | 6       | 44      | 7.3     | 0       | W 38–35      |
| 2023   | LVIII  | SF     | 34      | 46      | 73.9    | 333     | 7.2     | 2       | 1       | 99.3    | 9       | 66      | 7.3     | 0       | W 25–22 (OT) |
| 2024   | LIX    | PHI    | 21      | 32      | 65.6    | 257     | 8.0     | 3       | 2       | 95.4    | 4       | 25      | 6.3     | 0       | L 40–22      |
| Career | Career | Career | 128     | 196     | 65.3    | 1328    | 6.8     | 10      | 7       | 86.9    | 33      | 197     | 6.0     | 1       | W−L 3–2      |

### NFL記録
- 連続試合300ヤードパス成功：8試合（タイ）
- プレイオフを含む、連続試合10点差以上の逆転勝利 6試合
- 最速パス10000ヤード達成：34試合
- 最速パス15000ヤード達成：49試合
- 最速パス20000ヤード達成：67試合
- 最速100タッチダウン: 40試合
- 通算QBレイティング（1500試投以上）：105.7
- 1試合当たりのパス獲得ヤード（1500試投以上）：303.0
- 出場50試合目でのパス獲得ヤード：15348
- 1ポストシーズンでのパスTD：11（タイ）
- 1ポストシーズンでのTD（パスとランの合計）：12
- 年間最多獲得ヤード（パスとランの合計）：5608（2022）
- ポストシーズンでの30TDパスの最年少記録：27歳

### チーフス記録
- 1試合最多TDパス：6（2018、タイ記録）
- シーズン最多TDパス：50（2018）
- シーズン最多TDパス獲得ヤード：5250（2022）
- プレイオフでの1試合最多獲得ヤード：404
- 1試合での最多パス試行：68
- 1試合での最多パス成功：43
- QBでの通算最多ランTD：12

## ゲーム
2022年8月25日にフォートナイトにてアイテムショップで入手可能キャラクターとして登場。